# Yeh Kuning
Yeh Kuning is een bestuurslaag in het regentschap Jembrana van de provincie Bali, Indonesië. Yeh Kuning telt 2447 inwoners (volkstelling 2010).